# Детская энциклопедия
«Детская энциклопедия» — многотомная универсальная энциклопедия, предназначенная для детей. Выпускалась издательством «Педагогика» в конце 1950-х годов и выдержала впоследствии несколько изданий. Энциклопедия компоновалась по тематическому принципу: каждый том был посвящён одному или двум разделам знания. Статьи, в отличие от других энциклопедий, освещают не один термин или понятие, а сразу целую тему, и следуют не в алфавитном, а в логическом порядке.

## Первое издание
Вышло в 1958—1962 годах под ред. Д. Д. Благого, В. А. Варсанофьевой, Б. А. Воронцова-Вельяминова и др. Объём — 6132 c. (6824 с., включая страницы на отдельных листах). Тираж — 500 тыс. экз. Издана издательством АПН РСФСР.
Тома энциклопедии содержат 346 иллюстраций и таблиц на отдельных листах; из них 244 цветные, 102 чёрно-белые.
Тома:
- том 1: «Земля» (1958)
- Том 2: «Земная кора и недра Земли. Мир небесных тел» (1959)
- Том 3: «Числа и фигуры. Вещество и энергия» (1959)
- Том 4: «Растения и животные» (1960)
- Том 5: «Техника» (1960)
- Том 6: «Человек» (1960)
- Том 7: «Из истории человеческого общества» (1961)
- Том 8: «Наша советская Родина» (1962)
- Том 9: «Зарубежные страны» (1962)
- Том 10: «Литература и искусство» (1961)

## Второе издание

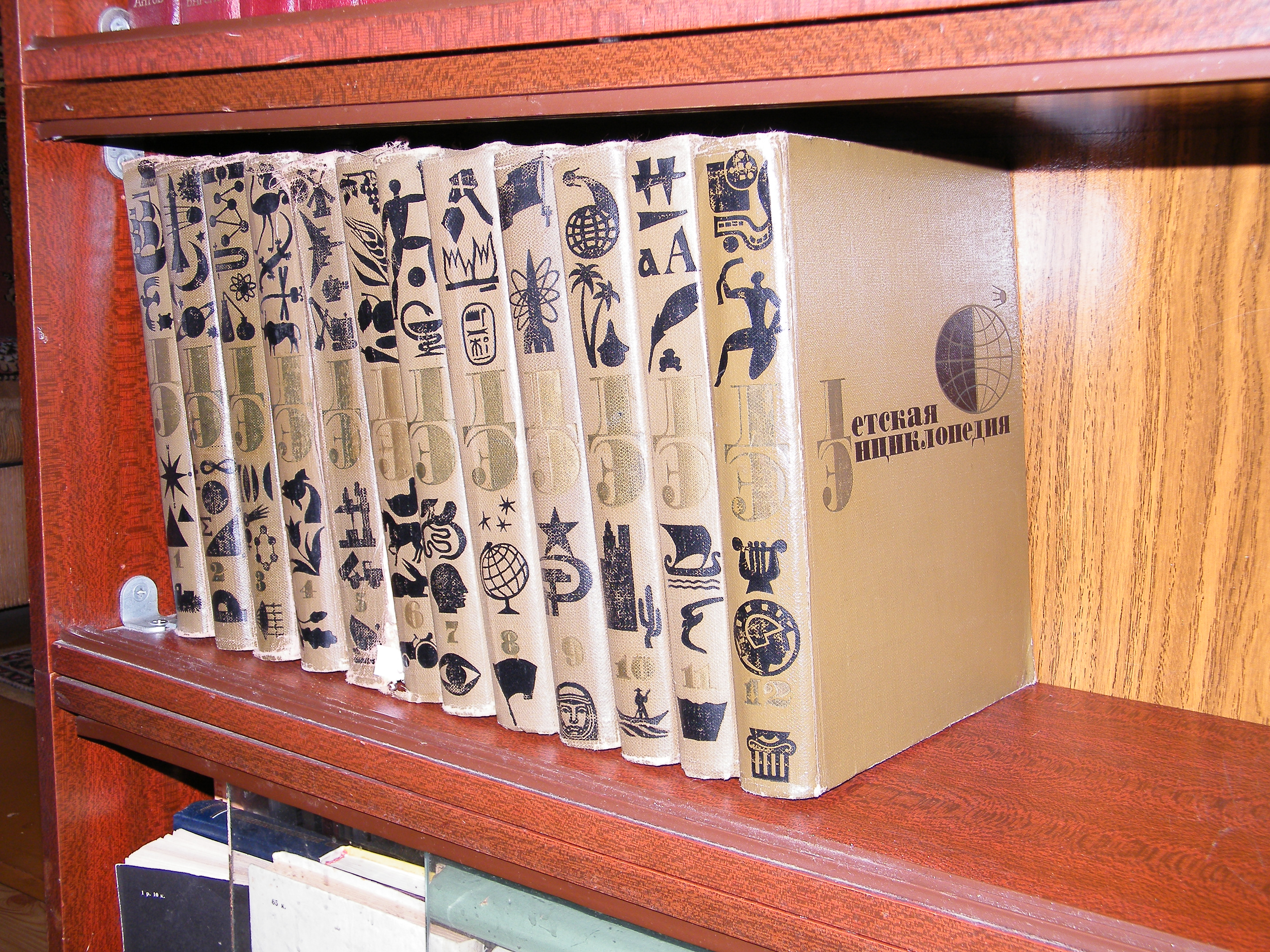
Детская энциклопедия, 2-е издание

Вышло в 1964—1969 годах,  АПН РСФСР.  Объём — 6604 c. Тираж 500 000 экземпляров. Издана издательством "Просвещение".
Тома:
- Том 1 «Земля» (1965)
- Том 2 «Мир небесных тел. Числа и фигуры» (1965)
- Том 3 «Вещество и энергия» (1965)
- Том 4 «Растения и животные» (1965)
- Том 5 «Техника и производство» (1966)
- Том 6 «Сельское хозяйство» (1966)
- Том 7 «Человек» (1967)
- Том 8 «Из истории человеческого общества» (1967)
- Том 9 «Наша советская родина» (1968)
- Том 10 «Зарубежные страны» (1968)
- Том 11 «Язык.Художественная литература» (1968)
- Том 12 «Искусство» (1969)

## Третье издание

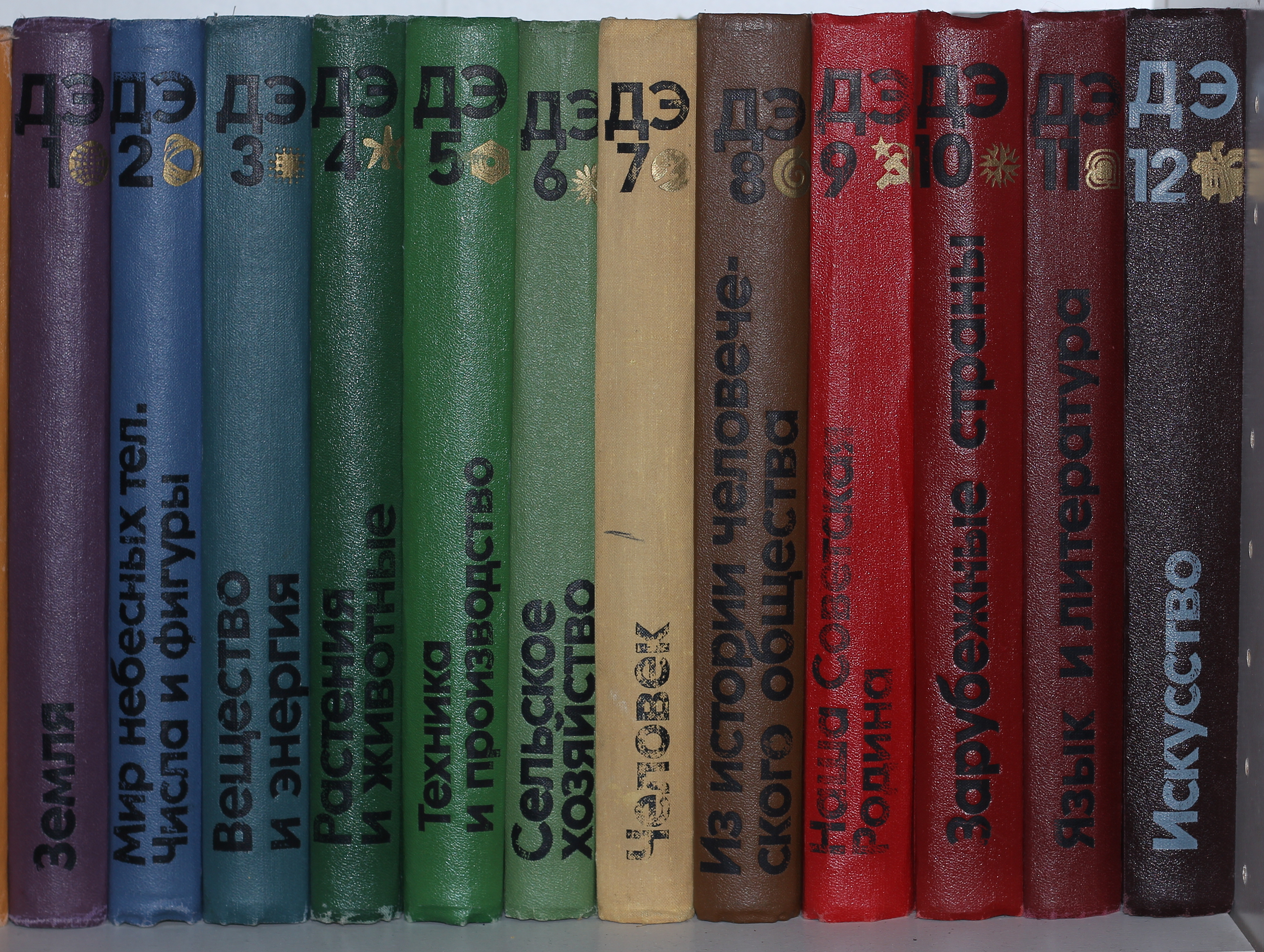
Тома 3-го издания

Вышло в 1971—1978 годах. Главный редактор — Алексей Иванович Маркушевич. Объём — 6034 c. Тираж 500 000 экземпляров (том 1-2 520 000 экземпляров). Издана издательством "Педагогика" АПН РСФСР.
Тома:
- Том 1 «Земля» (1971)
- Том 2 «Мир небесных тел. Числа и фигуры» (1972)
- Том 3 «Вещество и энергия» (1973)
- Том 4 «Растения и животные» (1973)
- Том 5 «Техника и производство» (1974)
- Том 6 «Сельское хозяйство» (1974)
- Том 7 «Человек» (1975)
- Том 8 «Из истории человеческого общества» (1975)
- Том 9 «Наша советская родина» (1976)
- Том 10 «Зарубежные страны» (1977)
- Том 11 «Язык и художественная литература» (1977)
- Том 12 «Искусство» (1978)

## Отдельные издания
В 1993-2012 годах была выпущена универсальная многотомная энциклопедия для детей от издательства "Аванта+". Изначально она планировалась в 10 томах, но из-за популярности была расширена до 45 томов.